# Taraban
Taraban lub tułumbas (tur. daraban) – duży, podłużny bęben kapeli janczarskich, używany także w dawnym wojsku polskim. 
Tarabanów używano do nadawaniu taktu w marszu oraz w bitwach do przekazywania rozkazów. Takie zastosowanie miało miejsce m.in. w bitwie pod Carrhae. Taraban jest wspomniany w czwartej zwrotce polskiego hymnu:

Już tam ojciec do swej Basi

Mówi zapłakany:

Słuchaj jeno, pono nasi

Biją w tarabany